# Navas de San Juan
Navas de San Juan – gmina w Hiszpanii, w prowincji Jaén, w Andaluzji, o powierzchni 175,77 km². W 2011 roku gmina liczyła 4982 mieszkańców.